# Giovanni Antonio Andreoni
Giovanni Antonio Andreoni, noto in Brasile come André João Antonil (Lucca, 8 febbraio 1649 – Bahía, 13 marzo 1716), è stato un gesuita italiano.

## Biografia
A diciotto anni entrò nel noviziato della Compagnia di Gesù. 
Ordinato sacerdote nel 1681, si recò come missionario in Brasile. 
Si dedicò prima all'apostolato tra gli Indios delle più remote regioni del Brasile, poi divenne direttore del collegio massimo di Bahia e preposito della provincia brasiliana (1705-09).
La figura dell'Andreoni ebbe rilevanza nella vita politica e missionaria brasiliana  ed influì efficacemente anche su una questione di grande importanza per la storia del Brasile: il problema dello schiavismo. 
Notevole interesse sull'economia brasiliana ebbe il suo trattato, pubblicato a Lisbona nel 1711 e poi requisito e distrutto, dal titolo: "Cultura e opulencia do Brasil".
Il libro tratta delle quattro principali fonti di ricchezza del Brasile: la lavorazione dello zucchero, la coltura del tabacco, le miniere aurifere e l'industria dei cuoi.